# Drapeta rutilans
La Drapeta rutilans, sinonimo Liocranum rutilans, è una specie di ragno della famiglia Liocranidae. 

## Nomenclatura
A lungo è stato conosciuto erroneamente come Sagana rutilans; il nome del genere Sagana Thorell, 1875 è un omonimo junior del genere di falena Sagana Walker, 1855 (ora trattato come sinonimo di Copaxa), quindi la combinazione Sagana rutilans non è disponibile.

## Dimensioni
I maschi misurano da 7,6 a 9,3 mm e le femmine da 9,2 a 11,2 mm. Le femmine sono, pertanto, mediamente più grandi dei maschi.

## Distribuzione
La Drapeta rutilans è originaria dell'Europa.
È stato attestato dalla Georgia, ma nel 2024 Seropian et al. hanno ritenuto che tali registrazioni si riferissero probabilmente alla loro specie recentemente descritta D. caucasica.